# باري غراي (ملحن)
باري غراي (بالإنجليزية: Barry Gray)‏ (و. 1908 – 1984 م) هو ملحن، وموزع (موسيقى)، وondist ‏، وعازف بيانو من المملكة المتحدة، والمملكة المتحدة لبريطانيا العظمى وأيرلندا، ولد في بلاكبرن، يستخدم آلات أورغن، وبيانو، توفي في غيرنزي، عن عمر يناهز 76 عاماً.

## التعليم
تعلم في الكلية الملكية الشمالية للموسيقى ‏
.

## الخدمة العسكرية
خدم في سلاح الجو الملكي.

## وصلات خارجية
- باري غراي على موقع IMDb (الإنجليزية)
- باري غراي على موقع ميوزك برينز (الإنجليزية)
- باري غراي على موقع أول ميوزيك (الإنجليزية)
- باري غراي على موقع ديسكوغز (الإنجليزية)
- باري غراي على موقع قاعدة بيانات الفيلم (الإنجليزية)

- باري غراي في قاعدة بيانات الأفلام على الإنترنت